# Jamie O'Neal
Jamie O'Neal (Sydney, 3 giugno 1966) è una cantautrice australiana.

## Biografia
Jamie O'Neal ha iniziato a ricevere popolarità esibendosi dal vivo nelle tournée mondiali di Kylie Minogue Enjoy Yourself Tour e Let's Get to It Tour.
Nel 2000 ha firmato un contratto discografico con la Mercury Nashville, iniziando subito a lavorare al primo album in studio. There Is No Arizona, il suo singolo di debutto, è arrivato in cima alla Hot Country Songs e alla 40ª posizione della Billboard Hot 100. Il 31 ottobre 2000 è uscito il primo disco, intitolato Shiver, piazzatosi 14° nella Top Country Album e 125° nella Billboard 200.
Il secondo singolo When I Think About Angels ha replicato il successo del precedente, raggiungendo la prima posizione della classifica country statunitense e la 35ª della Hot 100. Trainato dal successo dei primi due singoli, Shiver è stato certificato disco d'oro dalla Recording Industry Association of America. Dal progetto sono stati estratti altri due singoli, Shiver e Frantic, che ha raggiunto la 41ª posizione della Hot 100. Ai Grammy Awards 2002 la cantante ha ricevuto tre candidature: due per There Is No Arizona nelle categorie Miglior interpretazione country femminile e Miglior canzone country, e un'altra in quest'ultima categoria per When I Think About Angels.
Nel 2001 reinterpreta la canzone All by Myself per la colonna sonora del film Il diario di Bridget Jones, venendo trasmessa in una scena con l'attrice Renée Zellweger. L'anno seguente ha pubblicato un duetto con il cantante Mark Wills, I'm Not Gonna Do Anything Without You, come secondo estratto dall'album di quest'ultimo Loving Every Minute.
Il singolo Every Little Thing avrebbe dovuto anticipare il secondo album On My Way to You, ma il progetto è stato accantonato e la cantante si è separata dalla casa discografica, firmando per Capitol Records. A settembre 2004 è stato diffuso il primo singolo ufficiale estratto dal secondo album, Trying to Find Atlantis, che è arrivato nella top twenty della classifica country e in 86ª posizione della Hot 100. Il disco, intitolato Brave, è stato pubblicato il 1º marzo 2005 ed ha raggiunto il 6º posto nella classifica country statunitense e il 40° nella Billboard 200. Sono stati in seguito estratti altri due singoli, Somebody's Hero, posizionatosi 3° nella Hot Country Songs e 51° nella Hot 100, e I Love My Life.

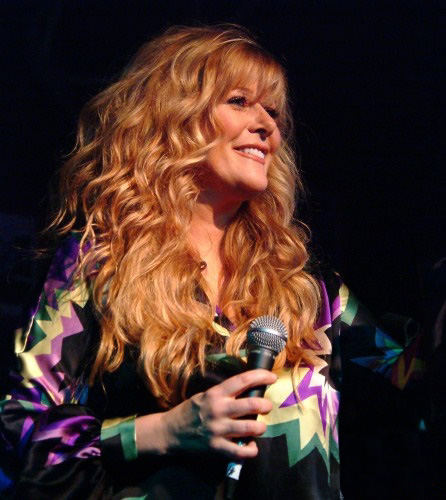
Jamie O'Neal nel 2006

A inizio 2007 O'Neal ha pubblicato il brano God Don't Make Mistakes ma ha successivamente lasciato la Capitol. Nel 2008 ha firmato con l'etichetta discografica 1720 Entertainment, commercializzando il nuovo singolo Like a Woman. La canzone, insieme al secondo singolo A Soldier Comin 'Home, avrebbe dovuto comporre il terzo album Like a Woman, ma il progetto non è mai stato pubblicato.
Nel 2012 Jamie O'Neal ha annunciato di aver fondato la sua etichetta discografica, Momentum Label Group, mettendo sotto contratto la cantante Rachele Lynae. O'Neal ha poi firmato per la Shanachie Records e ha pubblicato un album di cover, Eternal, il 27 maggio 2014, che ha compreso anche l'inedito Wide Awake.

## Discografia

### Album in studio
- 2000 – Shiver
- 2005 - Brave
- 2014 - Eternal

### Singoli
- 2000 – There Is No Arizona
- 2001 – When I Think About Angels
- 2001 – Shiver
- 2001 – I'm Not Gonna Do Anything Without You (con Mark Wills)
- 2002 – Frantic
- 2003 – Every Little Thing
- 2004 – Trying to Find Atlantis
- 2005 – Somebody's Hero
- 2005 – I Love My Life
- 2007 – God Don't Make Mistakes
- 2008 – Like a Woman
- 2009 – Soldier Comin' Home
- 2014 – Wide Awake